# Везикулярный процесс
Везикуля́рный проце́сс (от лат. vesicula — пузырёк), кальвар-процесс, пузырьковый процесс — бессеребряный фотографический процесс, в котором изображение образуется из светорассеивающих пузырьков газа, появляющихся в термопластическом полимерном слое при фотохимическом разложении светочувствительных соединений. Везикулярные фотоматериалы чувствительны только к ультрафиолетовому излучению и проявляются нагреванием.
Диапозитив или фильмокопия, отпечатанные по данному процессу, обеспечивают качественное изображение, не уступающее желатиносеребряным эмульсиям. Кроме того, благодаря рассеянию, а не поглощению света пузырьками, плёнка меньше нагревается светом, а потому может быть использована в проекторах с большим световым потоком.

## История
Процесс разработан в 1956 году Тулейнским университетом, а через год получил коммерческое применение благодаря американской компании «Кальвар Корпорейшн». Изначально технология предназначалась для удешевления микрофильмирования, но вскоре нашлись и другие области её применения, например кинематограф и рентгенография. Для копирования документации и микрофильмов светочувствительная плёнка прижималась к оригиналу, и затем происходила контактная печать ультрафиолетовым излучением. Экспонированный таким образом фотоматериал подавался на разогретый барабан, на котором происходило проявление и фиксирование готового чёрно-белого изображения. 
Дополнительным преимуществом кальвар-плёнки была физическая прочность майларовой подложки, непригодной для традиционных желатиносеребряных фотоматериалов. Это обстоятельство, наряду с технологичностью копировального процесса, послужили причиной распространения везикулярного процесса для изготовления фильмокопий чёрно-белых фильмов на 16-мм и 35-мм киноплёнках. Уже в 1961 году кинокомпания «Метро Голдвин Майер» и фирма «Кальвар Корпорейшн» организовали совместное предприятие «Метро Кальвар», специализирующееся на массовой печати фильмокопий. Кроме чёрно-белого был разработан и цветной кальвар-процесс, однако он требовал большой интенсивности света и по этой причине не получил коммерческого успеха.

## Описание процесса
Везикулярный фотоматериал состоит из прозрачной подложки, на которую нанесён полимерный слой со светочувствительным веществом. Под действием ультрафиолетового излучения происходит химическое разложение этого вещества с выделением газа, которым в случае диазосоединений является азот. Таким образом, после экспонирования в светочувствительном слое образуется скрытое изображение, состоящее из скоплений микроскопических пузырьков азота. Поскольку такие пузырьки неустойчивы, сразу после экспонирования фотоматериал нагревают, в результате чего газ расширяется и микроскопические пузырьки соединяются в более крупные, образуя видимое изображение. Нагрев может происходить разными способами, в том числе погружением в кипящую воду. После проявления требуется вывести из слоя остатки светочувствительного вещества, не подвергавшиеся экспозиции. Для фиксирования проявленный фотоматериал подвергают общей засветке с экспозицией, превышающей первую как минимум вчетверо. Затем фотоматериал выдерживают некоторое время, пока неустойчивые микропузырьки не выйдут из светочувствительного слоя.